# Bagsværd Sogn
Bagsværd Sogn ist eine Kirchspielsgemeinde (dän.: Sogn) auf der Insel Sjælland in Dänemark. Sie entstand am 24. Januar 1950 durch Abspaltung vom Gladsaxe Sogn. Bis 1970 gehörte sie zur Harde Sokkelund Herred im damaligen Københavns Amt, danach zur Gladsaxe Kommune im „neuen“ Københavns Amt, die im Zuge der Kommunalreform zum 1. Januar 2007 unangetastet blieb und nun zur Region Hovedstaden gehört. Das Kirchspiel ist Teil von Hovedstadsområdet.
Der Vorort Bagsværd liegt etwa 12 km nordwestlich des Zentrums von Kopenhagen und südlich des Bagsværd-See. Sein Zentrum wird von den Bagsværd Towers dominiert, zwei Wohnhochhäusern. Der Vorort ist mit dem S-tog an Kopenhagen angebunden. Die Züge halten in Bagsværd an den drei Stationen Skovbrynet, Bagsværd und Stengården. Die Gemeinde hat 11.021 Einwohner (Stand: 1. Januar 2023), welche meistens der Mittelschicht angehören.
Die von Jørn Utzon entworfene Kirche von Bagsværd gilt als ein Meisterwerk der zeitgenössischen Kirchenarchitektur, insbesondere wegen ihrer runden Innengewölbe und der Lichteffekte ihrer Oberlichter.
Bagsværd beherbergt den Hauptsitz des dänischen Pharmakonzerns Novo Nordisk und des Biotechnologieunternehmens Novozymes.

## Söhne und Töchter der Stadt
- Hugo Rasmussen (1941–2015), Bassist
- Hanne Boel (* 1957), Sängerin
- Lotte Koefoed (* 1957), Ruderin
- Caroline Stage Olsen (* 1990), Politikerin
- Pernille Blume (* 1994), Schwimmerin, Olympiasiegerin
- Nikolas Nartey (* 2000), Fußballspieler